# 世界初の一覧
世界初の一覧（せかいはつのいちらん）では、現状で確認しうる世界で初めての事物を紹介する。
- 地域固有の文化や行事は除外する。これらは各記事を参照すること。
- 本項は、世界で一番早いという意味で「世界一の一覧」のサブカテゴリーである。
- 世界初でかつ現存している場合は「世界最古の一覧」にも記載する。

## 道具
- 石器 - 猿人・原人の打製石器（オルドワン石器）
  - 環境学者・経済学者・総合工学者吉野敏行の研究論文によると、最古の道具の作成は、アフリカ大地溝帯のオルドヴァイ峡谷で、約260万年前～約180万年前の打製石器が発見されている[1]。これは「オルドワン石器」と呼ばれ、原人（ホモ・ハビリス、ホモ・エレクトスなど）が作成したとされている[1]。

## 火の使用
- 自然発火利用・発火法 - 原人（南アフリカ北部のワンダーウェーク洞窟）
  - 吉野敏行の研究論文によると、最古の火の使用は、南アフリカ北部のワンダーウェーク洞窟で発見された、約100万年前のものである[2]。火の使用は、初期は「野火（火山活動・落雷・山火事などによる自然発火）」の利用だったが、その後、発火技術を発見し、自力で発火するようになった[3]。

## 言語・文字
- 音声言語 - 原人（約100万年前）
  - 吉野敏行の研究論文によると、最古の言葉（音声言語）の使用は、成立年代が諸説ある[3]。言葉自体は遺物として残らないためである[3]。しかし道具の作製、火の使用、言葉（音声言語）の使用という、「狩猟採集型文明」の発祥の三条件が満たされるのは、約100万年前である[3]。
- 文字 - ウルク文字（ウルク古拙文字）
  - 紀元前3200年頃から紀元前3000年頃に属するウルク遺跡第4層から出土しており、状況から見て、メソポタミア文明の主要都市国家であるウルクの民（シュメール人とは限らず、民族不特定）による発明と考えられる。最初期の楔形文字であるが、狭義で言う「楔形文字」は、紀元前2600年頃から紀元前2500年頃の間にシュメール人の手でウルク文字が体系化されたことによって生まれている。なお、メソポタミア文明が発祥した紀元前3500年頃を楔形文字（事実上、ウルク文字）の発明時期とする資料も多いが、定義に適う考古遺物は発見されていない（2011年時点）。
  - また、賈湖契刻文字（紀元前6600年頃）や古ヨーロッパ文字（紀元前5300年頃）は文字の定義に含まれるか議論がある。
- 携帯電話の絵文字 - iモード絵文字
  - 当時NTTドコモに勤務していた栗田穣崇が監修した[4]。

## 文明
- 文明 - 世界四大文明（メソポタミア文明・黄河文明・エジプト文明・インダス文明）とインカ文明[5]、またはトルコ南東部の遺跡ギョベクリ・テペ[6]、または約100万年前の原人の狩猟採集型文明[1]
  - 生物学者細野英夫の研究論文によると、世界最古の文明は四大文明（メソポタミア文明・黄河文明・エジプト文明・インダス文明）とインカ文明である[5]。
  - 国際経済学者高阪章の研究論文によると、1995年にトルコ南東部ギョベクリ・テペで発掘された記念碑的構造物は紀元前9500年前のもので、狩猟採集民が建設したという[6]。
  - 環境学者・経済学者・総合工学者吉野敏行の研究論文によると、最古の文明は「狩猟採集型文明」であり、猿人・原人の狩猟採集時代から始まる[1]。「物質・エネルギー・情報の代謝形態という視座からすると、他の動物とは明らかに異なる形態を呈していることから、文明の一類型として位置づけるものである」[1]。しかし「初期の猿人」は、集団としてあまり類人猿と変わらない[1]。そこで、類人猿と明らかに異なる基準を置く[1]。「すなわち文明発祥の新たな基準として、道具の作製、火の利用、言葉（音声言語）の使用」を置く[1]。

第一に、最古の道具の作成は、アフリカ大地溝帯のオルドヴァイ峡谷で、約260万年前～約180万年前の打製石器が発見されている。これは「オルドワン石器」と呼ばれ、原人（ホモ・ハビリス、ホモ・エレクトスなど）が作成したとされている。
第二に、最古の火の使用は、南アフリカ北部のワンダーウェーク洞窟で発見された、約100万年前のものである。火の使用は、初期は「野火（火山活動・落雷・山火事などによる自然発火）」の利用だったが、その後、発火技術を発見し、自力で発火するようになった。
第三に、最古の言葉（音声言語）の使用は、成立年代が諸説ある。言葉自体は遺物として残らないためである。しかし道具の作製、火の使用、言葉（音声言語）の使用という、狩猟採集型文明の発祥の三条件が満たされるのは、約100万年前である。
以上を踏まえ、原人以後のホモ属の代謝形態もしくは生活様式を「狩猟採集型文明」と呼び、この最古の文明を創出した人類最初の革命を「人類革命」と呼ぶ。

## 農業・漁業
- 農業 - 11,000年以上前のテル・アブ・フレイラ

現在知られている限り最古級の集落であるテル・アブ・フレイラ（cf.）にて、集落形成期（11,500年前頃）より後の時期に始まっている。現・シリア、アレッポ近郊。
- 魚の養殖 - 中国（紀元前11世紀ごろ）

殷代の甲骨文に残されているコイの養殖の記録が最古とされている。
- 貝の養殖 - 古代ローマ（紀元前1世紀ごろ）

ナポリ湾でカキの地蒔による養殖が始まったとされる。
- 海藻の養殖 - 日本（江戸時代）

『武江年表』に貞享の頃に大森（現：東京都大田区大森）で海苔の養殖が始まったことが記されている。
- 魚の海面養殖 - 日本（1928年、昭和3年）

香川県東かがわ市引田安戸池（旧・大川郡引田町引田）で野網和三郎がハマチの養殖に初めて成功した。

## 食品
- 塩の使用 - 不明。有史以前。そもそも動物の中には塩の結晶が出来ている場所を見つけては定期的に口に入れているものも多い。紀元前4700年 - 4200年には（現在のブルガリアの地で）Solnitsata という製塩業を行う街が栄えた。

食品の発祥地・発明者・企業
- パン -（紀元前3000年頃・エジプト）
- 麺 -（中国）
- 酒 - 不明。有史以前。
- インスタントコーヒー - カトウ・サトリが開発（1901年）
- 乳酸菌飲料 - ラクトー株式会社（現・カルピス株式会社）の「カルピス」（1919年7月7日販売開始、日本）
- 栄養ドリンク - Lucozade Energy（1929年、イギリス）
- フリーズドライ製法 - 戦地での食糧事情を改善するためにイタリア軍が完成させた。（第二次世界大戦中、イタリア）
- インスタントラーメン - 諸説あり
  - 村田製麺（現・都一）の「中華そば」（1953年）説、松田食品（現・おやつカンパニー）の「味付中華めん」（1955年）説、大和通商の「鶏糸麺」・東明商行の「長寿麺」（1958年）説、日清食品の「チキンラーメン」（1958年）説など。詳細はインスタントラーメン#発明を参照。
- カップ麺 - 日清食品の「日清カップヌードル」（1971年9月18日販売開始、日本）
- 粉末酒 - 佐藤食品工業が開発（日本）
- レトルトカレー - 大塚食品の「ボンカレー」（1968年、日本）
- 缶コーヒー - 上島珈琲（現・UCC上島珈琲）「UCC缶コーヒーミルク入り」（1969年、日本）

## 法律
- 条約 - シュメール文明の都市国家ウンマ・ラガシュの和平協定 → ウンマ参照。（紀元前2600年頃）
- 法典 - ウル・ナンム法典。（紀元前1750年頃）
- 自動車排出ガス規制 - マスキー法（1970年）

## 集落・国家
- 集落 - エリコ（紀元前10千年紀頃）
  - エリコは時代の異なる複数の集落の集合体であり、厳密には最も古い区域であるテル・エッ・スルタンが該当する。
- 防壁を備えた集落 - エリコ（紀元前9千年紀頃）
  - 紀元前8300年頃から紀元前7300年頃の時期に周囲を石壁で囲った集落が現れる。
- 都市国家 - ウルク（紀元前3500年頃）
  - シュメール王名表の上では、ウルク第1王朝第2代エンメルカル王によって建設された。なお、集落としてのウルクの出現は紀元前5千年紀に遡る。
- 国家 - 古代エジプト
  - 諸説あり。
- 共和国 - 古代ギリシアもしくは共和政ローマ
  - 諸説あり。
- 社会主義国 - ロシア・ソビエト連邦社会主義共和国（1917年）

## 施設・センター
教育施設・機関
- 大学（研究・教育機関）- タキシラ僧院
- 西欧の文献で「最古の大学」と一般的に記述されている大学 - ボローニャ大学、1088年頃創立とされる

文化施設
- 図書館 - アッシュールバニパル宮廷図書館（紀元前7世紀頃、イラク）
- 植物園 - アレクサンドリア図書館付属植物園（エジプト）
- 美術館 - カピトリーノ美術館（1471年、イタリア）
- 博物館 - 国立自然史博物館（1793年、フランス）
- 動物園 - ロンドン動物園（1828年、イギリス）
- 国立公園 - イエローストーン国立公園 （1872年、アメリカ）
- 水族館 - 諸説あり

商業施設
- ショッピングモール - トラヤヌスの市場（2世紀、ローマ）
- 百貨店 - 百貨店の定義により諸説あり。一般的にはボン・マルシェ百貨店（1852年、フランス）※起源は1838年設立のマガザン・ド・ヌヴォテ（流行品店）。マガザン・ド・ヌヴォテを広義の百貨店に含める場合もある。
- スーパーマーケット - Piggly Wiggly（en, 1916年、アメリカ）
- コンビニエンスストア - サウスアイランド（現・セブン-イレブン、1927年、アメリカ）
- ターミナルデパート - 阪急百貨店うめだ本店（梅田阪急ビル、1929年、日本）
- ハイパーマーケット - カルフール（1962年、フランス）

## 建造物
※空港・鉄道・道路・港湾およびそれに付帯する構造物（すなわち交通に関する構造物）は「#交通」の項を参照。
※スポーツに関する施設・構造物は「#スポーツ」の項を参照。
※発電所等プラントに関する施設・構造物は「#工業」の項を参照。
※アミューズメントに関する施設・構造物は「#エンターテインメント」の項を参照。

### 建物
- 最初のピラミッド - イムホテプの指揮で作られたもの。紀元前2600年代。
- 張力構造建築物 - 全ロシア博覧会のパビリオン （1896年、ウラジーミル・シューホフ設計）
- 双曲面構造建築物 - 全ロシア博覧会の給水塔シューホフ・タワー （1896年、ウラジーミル・シューホフ設計）
- 膜構造建築物 - 日本万国博覧会アメリカ館 （1970年、期間限定）
- ジオデシック・ドーム - ドイツイェーナのプラネタリウム（1926年、Walther Bauersfeld設計）
- ドーム球場 - リライアント・アストロドーム（1965年）＊世界初の人工芝を採用した球場でもある。
- 高さ100mを越えた建築物 - 屈折ピラミッド（BC2600年）
- 高さ300mを越えた建築物 - エッフェル塔（1889年）
- 高さ400mを越えた建築物 - エンパイア・ステート・ビルディング（1931年）
- 高さ800mを越えた建築物 - ブルジュ・ハリーファ（2008年）
- 高層集合住宅地 - テューダー・シティー
- 展望塔の免震化工事施工 - 通天閣（2015年7月3日）

## 組織・会社
- 消防隊 - ローマ帝国のアウグストゥスが組織した消防隊。一隊約500人からなる七隊で編成されていた（BC17年）。記録で確認できる限り世界で最も初期の消防隊である。
- 協同組合 - ショア・ポーターズ・ソサエティ[7]（1491年、スコットランド）
  - 農業協同組合 - 大原幽学による先祖株組合（1838年、日本）
    - 近代的意味における農業協同組合は産業組合（1900年）

  - 近代的協同組合 - ロッチデール先駆者協同組合（1844年、イギリス）
- 株式会社 - イギリス東インド会社（1600年、イギリス）

## 交通

### 海
- カヌー - 不明。恐らく有史以前。紀元前8200 - 7600年に造られたとされる en:Pesse canoe は見つかっている。
- 帆の使用 - 不明。恐らく有史以前。少なくとも、古代エジプトの紀元前4000年頃のものと推定されている墳墓から出土した花瓶に帆をもつ船が描かれている。
- 蒸気船 - ロバート・フルトンによるクラーモント号がハドソン川航行に成功した。（1807年、アメリカ）
- 蒸気タービン船 - タービニア号。34.5ノットという当時としては驚異的な速度で航行した。（1894年、イギリス）
- 水素エンジンモーターボート - エティエンヌ・ルノアールによるもの（1861年、フランス）
- ガソリンエンジンモーターボート - ゴットリープ・ダイムラーによるもの（1886年、ドイツ）
- 電気モーターボート - ガスターヴ・トルーヴェによるもの（1880年頃、フランス）
- 近代的潜水艦 - ジョン・フィリップ・ホランドによるホーランド号（1900年、アメリカ）
- 救難信号（SOS）を発信した船舶 - アラパホ号（1909年）
  - タイタニック号やスラボニア号という説は誤り。
- 砕氷船 - アイスブレッヒャー1（1871年、ドイツ）
  - 原子力砕氷船 - レーニン（1957年、ロシア）＊世界初の原子力事故を起こした砕氷艦でもある。
- 掘削船 - モホール計画で使用されたカス1号（1956年）
- 商用原子力船 - サヴァンナ号（1959年、アメリカ）
  - 世界初の原子力船、原子力潜水艦、原子力空母は「#軍事」に記載。
- 電磁推進船 - Steward Wayが制作したプロトタイプ（1956年）
- 超伝導電磁推進船 - ヤマト1が神戸港において海上航行実験に成功した。（1992年6月16日、日本）
  - スクリュープロペラが存在しない世界初の実験船でもある。

### 陸
- 車輪 - おそらく紀元前5千年頃、古代メソポタミアにて
- 馬車 - 不明。インダス文明の遺跡から轍（わだち）の跡が見つかっている。
- 乗合の乗り物（乗合馬車）- 1662年にブレーズ・パスカルが着想し、パリで運用された5ソルの馬車。

#### 鉄道
- 蒸気機関車 - ペナダレン号（1804年、イギリス）
- 電気機関車 - ロバート・デヴィッドソンの電気機関車（1837年、イギリス）
- 蒸気機関車による公共鉄道 - ストックトン・アンド・ダーリントン鉄道（1825年、イギリス）
- 地下鉄 - ロンドン地下鉄（1863年開業、イギリス）
- 電気鉄道 - ベルリン市電（1881年電気路線開業、ドイツ）
- ディーゼル機関車 - ディーゼル・ズルツァー・クローゼ式熱力機関車（1912年、ドイツ）
- 全車両冷暖房完備列車 - 南満州鉄道の超特急列車「あじあ号」（1934年、満洲）
- 営業速度200km/h超の高速鉄道 - 新幹線（1964年開業、日本）
- 磁気浮上式鉄道の有人走行 - Prinziptraeger（1971年試運転、ドイツ）
- 磁気浮上式鉄道（期間限定）の営業運転 - 国際交通博覧会のトランスラピッド（1979年開業、ドイツ）
- 磁気浮上式鉄道の恒常的な営業運転 - バーミンガムピープルムーバ（1984年開業、イギリス）
- 鉄輪式リニアモーターカーの営業運転 - バンクーバー・スカイトレイン（1986年開業、カナダ）
- 制御付振り子式気動車の営業運転 - JR四国2000系気動車（1989年、日本）
- 商用磁気浮上式鉄道 - 上海トランスラピッド（2003年開業、中国）
- ハイブリッド気動車の営業運転 - JR東日本キハE200形気動車（2007年、日本）
- 厳寒地域の高速鉄道 - 哈大旅客専用線（2012年、中国）
- 交流方式による蓄電池電車 - JR九州817系電車（2013年、日本）※817系V114編成（クモハ817-1014+クハ816-1014）の改造車で実現。その結果を基にJR九州BEC819系電車が製造された。
- DMVの営業運転 - 阿佐海岸鉄道（2021年12月25日、日本）[8]
- 開口部移動可能のフルスクリーンタイプホームドア - JR西日本（2023年3月18日、日本）※大阪駅地下ホーム（うめきたエリア）の21番線ホームに設置[9][10]。

#### 自動車
- 蒸気自動車 - キュニョーの砲車（1796年、フランス、世界初の自動車事故も起こしている）
- 電気自動車 - ロバート・アンダーソン製作の自動車（1830年代、イギリス）
- 水素自動車 - イポモビル製作の自動車（1863年、フランス）
  - 初の内燃機関自動車でもある。蒸気機関は外燃機関。
  - 量産型水素燃料電池自動車 - ヒュンダイのトゥサン ix（2013年、韓国）
- ガソリン自動車 - 諸説あり
  - ジークフリート・マルクス（1870年、オーストリア）
  - ベンツ・パテント・モトールヴァーゲン（1885年、ドイツ）- カール・ベンツは特許も取得
- 料金メーター付きタクシー - ゴットリープ・ダイムラー（1896年、ドイツ）
- 本格的な量産自動車 - フォード・モデルT（1908年、アメリカ）
- ハイブリッド自動車 - ミクステ（1899年、オーストリア）
- プラグインハイブリッド自動車 - GM・XP-883（1969年、アメリカ）
  - 量産型ハイブリッド自動車 - トヨタ・プリウス（1997年、日本）
  - 量産型プラグインハイブリッド自動車 - BYD F3DM（2008年、中国）
- 量産のCVT車 - スバル・ジャスティ（1987年、日本）
- 超電導モーター電気自動車 - 住友電気工業（2008年、日本）
- レントゲン車 - キュリー夫人の発明した車両（1914年、フランス）
- ブルドーザー - カミングスとマクロード（1923年、アメリカ）
- 自動運転トラック - 自動運転トラックの公道走行が認可（2015年、アメリカ）[11]。
- 救急車 - 救急馬車（1792年、フランス）

※惑星探査用のローバーは宇宙開発の節参照。

#### オートバイ
- オートバイ - ダイムラーの試作機（1885年、ドイツ）

#### 道路
- 有料自動車道路 - ミラノ - コモ間 約24km（1924年、イタリア）
- 高速道路ネットワーク - アウトバーン（1935年、ドイツ）
- 視覚障害者誘導用ブロック（点字ブロック）- 1967年3月18日、日本（岡山県岡山市）
- 海上設置の高速道路インターチェンジ - 1988年7月30日、日本（新潟県糸魚川市、北陸自動車道親不知インターチェンジ）

#### 橋・トンネル
- 水底鉄道トンネル（本格的なもの）- セヴァーントンネル（1873年着工、1886年開通、イギリス）

河口（汽水域）の水底トンネルで、水底部分3620mと関門トンネルの水底部1140mを上回る規模である。全長7008mで100年以上に渡ってイギリス最長のトンネルであった。イギリスでは1843年に竣工したマーク・イザムバード・ブルネルによるテムズトンネルが初の水底トンネルと認識されている。
- 海底鉄道トンネル - 関門鉄道トンネル（1942年、日本）
- 海底道路トンネル - 関門国道トンネル（1958年、日本）
- 二段双設（四つ目状）トンネル - 鷲羽山トンネル（1988年、日本）
- 大陸間海底トンネル - マルマライ計画（2013年、トルコ）

### 空

#### 航空機
※宇宙に関するものは宇宙開発の節参照。
※世界初の原子力飛行機は「#軍事」の節に記載。
- 意図的な有人飛行は、1783年11月21日のモンゴルフィエ兄弟製作による熱気球。
- 動力装備の航空機の飛行は、1852年のアンリ・ジファールによる軟式飛行船。
- グライダーの飛行は、1891年のオットー・リリエンタール（ドイツ）による。
- 飛行機の飛行と広く認められているのは、1903年12月17日のライト兄弟によるライトフライヤー号[12]。
- ヘリコプターの飛行は、1907年のモーリス・レジェ（フランス）による。
  - 操縦可能なヘリコプターは1923年、スペイン人パテラス・ペスカラ侯爵による。
- 航空機墜落死亡事故 - 1908年ライト兄弟の弟オービルの操縦機が墜落。同乗のセルフリッジ米陸軍中尉が死亡。
- ジェット推進機構を装備した航空機 - コアンダ=1910（1910年、ルーマニア）
- スチュワーデス（女性客室乗務員）- ユナイテッド航空のエレン・チャーチが、サンフランシスコ - シャイアン間で搭乗。（1930年、アメリカ）
- 初めて飛行したジェット機 - ハインケル He178（1939年、ドイツ）
- 超音速飛行機 - X-1（1947年10月14日、アメリカ）
- ジェット旅客機 - デ・ハビランド DH.106 コメット（1949年7月27日初飛行、1952年5月就航）
- 電気を利用した航空機 - 飛行船「La France」（1884年）
- 太陽電池による有人飛行 - NASAのソーラー飛行機「Gossamer Penguin号」（1980年8月7日初飛行）
- 乾電池による有人飛行 - 東京工業大学と同大のサークルMeister（マイスター）人力飛行機部門の学生たちと松下電器産業（現パナソニック）のグループによる「東工大式オキシフライヤー号」（2006年7月16日）
- 燃料電池飛行機 - ボーイングによる水素燃料とリチウムイオン電池とを組み合わせた飛行機（2008年3月テスト飛行）
- 電動ヘリコプターによる有人飛行 - Pascal Chretienにより製作（2010年）[13]
- 世界初のワイドボディ機 - ボーイング747（1969年）
- 総二階建てジェット旅客機 - エアバスA380（2005年）
- 人力飛行機 - 不明
- 人力ヘリコプター - ダビンチIII（1989年に7.1秒間）、en:AeroVelo Atlas（2013年シコルスキー賞受賞）
- ハイブリッド飛行機 - ケンブリッジ大学が開発（2015年）

#### 空港
- 空港 - ハフマンプレーリーフライングフィールド（アメリカ合衆国）
- 海上空港 - 長崎空港（1975年開港、日本）
- 株式会社により運営される国際空港 - 関西国際空港（1994年、日本）
- 再生可能エネルギーだけで稼働する空港ターミナル - バルトラ島の空港（2012年）

## 通信・放送
- 無線電信通信 - グリエルモ・マルコーニが屋外長距離において無線電信の通信実験（1895年）
- 商用無線電報サービス - マルコーニ国際海洋通信会社による（1900年5月15日）
  - 大型客船カイザー・ヴィルヘルム・デア・グロッセ号とボルクム島灯台海岸局、ボルクム・リフ灯台船無線局との間で一般電報業務の営業を開始
- 無線音声通信 - ムーラによる公開実験（1900年6月3日）
- 大衆向け無線送信機・無線受信機 - ヒューゴー・ガーンズバックがテリムコ（TELIMCO）無線機を全米に通信販売（1900年11月）
- ラジオ番組 - レジナルド・フェッセンデンによる音楽・聖書朗読の放送（1906年12月24日）
- 国際遭難信号SOS - クライドライン「アラパホ号」のユナイテッド・ワイアレス局VBが初発信（1909年8月11日）
  - マルコーニ社の遭難信号CQDはホワイト・スター・ライン「リパブリック号」のマルコーニ局MKCが初発信（1909年1月23日）
- 標準電波 - 仏陸軍中央無線電信研究所がイシー陸軍無線局より発射開始（1918年）
- 国営ラジオ放送 - ワシントンD.C.アナスコティアにある海軍飛行場から、海軍省が娯楽音楽放送 NOF を開始（1920年1月17日）
- 商用ラジオ放送 - フランク・コンラッドによるウェスティングハウス電気製造会社のKDKAラジオ（1920年11月2日）
- 商用テレビ放送 - BBCによる（1936年11月2日）
- テレビチャンネル - BBC One（1936年、イギリス）
- 商用インターネット・サービス・プロバイダ - UUNET（1990年）

## 印刷メディア
- 木版印刷 - 7世紀頃、中国
- 捺印方式印刷 - 不明。日本に764年の百万塔陀羅尼が残っている。
- 陶器活字印刷 - 11世紀、中国
- 金属活字による印刷 - 1450年頃のヨハネス・グーテンベルクによるもの、と西欧ではいわれている。
- 学術雑誌 - ジュルナル・デ・サバン（1665年）
- 日曜新聞 - オブザーバー（1791年12月4日、イギリス）
- 女性向け新聞 - ザ・レディース・マーキュリー（1693年2月27日、イギリス）
- 男性誌 - エスクァイア（1933年）
- グレゴリオ暦の使用 - イタリア、スペイン、ポルトガル、ポーランド・リトアニア共和国（1582年10月15日）

## 医療
- 薬用植物の使用 - 不明。動物は教えられなくても病気になると薬草を口にするので、恐らく人類は人類らしくなる前から、薬草を選択的に口に入れていた。記録としては、（現在でいえばイラク辺りで栄えた）メソポタミア文明の地の北部のアッシリアから発見された粘土板の中に、200種類を超える植物性薬品の名が記録が残っている。
- 麻酔と手術 - 特定不可能（検証不可能な記録が紀元前の世界各地にあり）

薬草やアルコールを用いた全身麻酔は、古くは紀元前からさまざまな記録が残されており、外科手術や帝王切開に使われたことが分かっている。有名なものでは、200年頃（後漢末期）中国の華陀が「麻沸散」という全身麻酔薬を用いて手術を行ったと『三国志』（280年頃）に記載されている。しかし、これらの記録は時代が古過ぎてもはや事実の検証が不可能である。
史料で確認できる、世界初の全身麻酔による手術 - 華岡青洲による乳癌の手術（1804年11月14日）（高嶺徳明による口唇裂の手術（1689年））
天然痘の予防接種 - 人痘などを用いて、紀元前200年頃から中国やインドで行われている。
ワクチン - エドワード・ジェンナーの種痘（牛痘ワクチン）（1796年）
ヒトに感染する感染症の防疫的制圧 - 天然痘
自然感染による最後の罹患者は1977年の1名で、その後、2003年5月8日になって世界保健機関 (WHO) が根絶宣言（自然環境中からの排除達成の宣言）を行った。2012年現在、天然痘は人類が防疫的制圧に成功した唯一の伝染病でもある。
- 史料で確認できる、臓器移植の成功 - 紀元前7-6世紀頃からインドで行われていた植皮（皮膚移植）

世界初の植皮が何であったかは不明であるが、紀元前500年頃の聖者ススルタによる造鼻術（鼻削ぎ刑を受けた患者に応じて発達した整形外科的手術法）などは『ススルタ大医典』に詳しい。また、世界初の植皮は皮弁（血流のある皮膚・皮下組織や深部組織を移植する手術方法）による耳垂再建術であったとする説もある。
近代科学医療による、ヒトへの臓器移植の成功
- エドゥアルト・ツィルムによる角膜移植（1905年）
これをもって「世界初のヒトへの臓器移植の成功」と見なすのがより一般的な認識であるが、これは近代科学医療を医療の始まりとする現代科学者の捉え方に準じたに過ぎず、古代インドで行われた植皮を「臓器移植でない」とするには無理がある。
人への内臓移植の成功 - ヨセフ・マレーによる腎移植（1954年）
他の内臓での成功はそれぞれ、膵臓（1966年）、肝臓（1967年）、心臓（1967年）、肺（1986年）、気管（2008年）、顔面（2010年）、子宮（2011年）、陰茎（2015年）。
- 人工臓器移植
  - 人工気管移植 - パオロ・マキアリーニによる（2012年）
- 子宮移植によって出産された子供 - ヴィンセント（2014年[15]）
- ヒトへの着床前診断 - 1989年に成功し1990年に診断された子供が誕生。

## 生物工学等
生物工学（バイオテクノロジー）、および、それと同じ目的を持った先行的技術分野の世界初。
- 組替えDNA分子 - Paul Bergによる（1972年）
- 遺伝子改変生物 - ハーバート・ボイヤーとスタンリー・N・コーエンによる抗生物質耐性遺伝子を組み込んだ大腸菌（1973年）

遺伝子改変動物 - ルドルフ・ヤニッシュによるトランスジェニックマウス（enも参照）（1974年）
- 遺伝子組み換え作物 - タバコ（1983年）

商用遺伝子組み換え作物 - 遺伝子組み換えトマトのFlavr Savr（1994年発売）
- クローン動物 - ハンス・ドリーシュの実験に使われたウニ[注 1]（1891年）

核移植によるクローン動物 - ロバート・ブリッグスとトーマス・ジョゼフ・キングが作成したヒョウガエル（1952年）
クローン哺乳類 - 1980年代に生み出された、胚細胞の核を使ったクローン哺乳類群
種としてヒツジと実験用マウスが報告されている。
体細胞クローン哺乳類 - ヒツジの「ドリー」
1996年7月5日に誕生した雌の個体。公表されたのは翌1997年2月22日。
なお、ヒツジ以外の体細胞クローン哺乳類の誕生はそれぞれ、実験用マウス（1997年）、ウシ（1997年）、ブタ（2000年）、ネコ（2001年）、ヤギ（2001年）、ガウル（2001年）、ラット（2003年）、ウサギ（2003年）、シカ（2003年）、ウマ（2003年）、フェレット（2004年）、イヌ（2005年）、ラクダ（2009年）など。
絶滅危惧種のクローン - ガウル（2001年）
絶滅種のクローン - ピレネー・アイベックス (en)（2009年）
商用ペット・クローン (en) - ネコのリトルニッキー（2004年）
- 人工リプログラミング - ジョン・ガードンによる（1962年）
- 体外受精 - ロバート・G・エドワーズによる（1978年）
- ヒト遺伝子治療 - アメリカ国立衛生研究所 (NIH) が開始（1990年）
- ゲノムの解読

ウイルスのゲノム解読 - φX174（1977年）
真核生物のゲノム解読 - 出芽酵母（1996年）
多細胞生物のゲノム解読 - Caenorhabditis elegans （線虫の一種）（1998年）
ヒトゲノムの全塩基配列解読 - ヒトゲノムプロジェクト（2003年）
- 特殊な幹細胞作成技術の確立

ヒトES細胞（ヒトの胚性幹細胞）作成技術の確立 - ジェームズ・トムソン率いる研究グループ（2001年）
ヒトiPS細胞（ヒトの人工多能性幹細胞）作成技術の確立 - ジェームズ・トムソン率いる研究グループと山中伸弥率いる研究グループがそれぞれ独自に成功し、同じ2007年（平成19年）11月20日に公表。※出典および詳細については該当記事を参照のこと。
- バイオテクノロジー企業 - en:Cetus Corporation（1971年）

## 化学合成など
- 無機化合物から合成された有機化合物 - 尿素（1828年）
- 合成染料の合成 - ウィリアム・パーキンによるモーヴ（1851年）
- 酵素の単離 - アンセルム・ペイアンとジャン・ペルソー（英語版）によるアミラーゼ（ジアスターゼ）（1883年）
- 医薬品の合成 - フェリックス・ホフマンによるアスピリン（1897年）
- ホルモンの単離 - 高峰譲吉によるアドレナリン（1901年）
- ビタミンの単離 - 鈴木梅太郎によるビタミンB1[注 3]（1910年）
- 抗生物質の発見 - アレクサンダー・フレミングによるペニシリン（1929年）

※宇宙に関するものは#宇宙開発を参照。

## エネルギー
風力
- 風車 - 紀元前36世紀ごろのエジプト、灌漑に使ったという記録が残っている。

水力
- 水車 - 紀元前2世紀ごろに小アジアで水車が動力として使われるようになっていたという。古代ローマの技術者ウィトルウィウスの著作でも水車は言及されている。

電力
- 電気化学式電池 - ガルバニ電池（1791年）
- 二次電池（再充電可能な電池）- ガストン・プランテの鉛蓄電池（1859年）
- 乾電池 - 屋井先蔵の時計用小型一次電池「屋井式乾電池」（1885年）
- 磁界誘導による発電機 - 1827年、ハンガリーのイェドリク・アーニョシュが電磁回転装置の実験を開始した。
- 臨界状態に達した原子炉 - エンリコ・フェルミ指揮による「シカゴ・パイル1号」（1942年）
- 発電を行った原子炉 - EBR-I（1951年）
  - 世界初の高速増殖炉かつ世界初のプルトニウムを燃料とした原子炉でもある。

## 時計
- 振り子時計 - クリスティアーン・ホイヘンスによる（1657年）
- クォーツ時計 - ワーレン・マリソンとJ. ホートンによる（1927年）
- 原子時計 - アメリカ国立標準局による（1949年）

## 音響・映像
- 蓄音器 - 1857年、フランス人エドゥアール＝レオン・スコット・ド・マルタンヴィル (en:Édouard-Léon Scott de Martinville) がフォノトグラフを発明。1870年代にエジソンが改良
- 携帯音楽プレーヤー - ソニーの「ウォークマン」（1979年）
- ブラウン管に映った映像 - ボリス・ロージングが公開実験で簡単な図形の輪郭を表示（1911年）
  - テレビ（ブラウン管）に映った文字 -「イ」の文字。（1926年12月25日、高柳健次郎による）
- 真空管ラジオ受信機 - 試作1912年、商用1915年。
- 市販トランジスタラジオ - TI（テキサス・インスツルメンツ）とIDEA (Industrial Development Engineering Associates) の「TR1」（1954年）
- 個別のトランジスタではなく集積回路 (IC) を使用したラジオ - ソニーのICR-100、1967年。組み込まれたICの能力はトランジスタ14個・ダイオード4個・抵抗14個分に相当
- 家庭用ビデオデッキ - ソニーの「CV-2000」（1965年）
- テレビデオ - ソニーの「RTR-225」（1975年）
- 24時間連続録画対応家庭用据え置き型ビデオデッキ - 日本ビクター社のD-VHSビデオ「HM-DR10000」（1999年）
- オートフォーカス機構採用カメラ - コニカ（現コニカミノルタ）の「C35AF」（1977年）
- デジタルカメラ - イーストマン・コダックのSteve Sassonが開発（1975年）
- 市販デジタルカメラ - 富士写真フイルム（現・富士フイルム）のFUJIX DS-1P（1988年）
- 家庭用ビデオカメラ - ソニー「DVC-2400」（1966年）
- 家庭用カムコーダ - ソニー「BMC-100」（1983年）
- DVDプレーヤー - 松下電器産業「DVD-A300」
- DVDソフト - ビクターエンタテインメント「Ya＆Ya〜世界初のDVD電脳マガジン」
- Blu-ray Discカムコーダ -「DZ-BD7H」・「DZ-BD70」日立製作所製（2007年8月2日発表）
- 家庭用3Dビデオカメラ - パナソニックの「HDC-TM750」「HDC-TM650」（2010年）
- 市販液晶テレビ - エプソン（現・セイコーエプソン）（1982年）
- 市販プラズマテレビ - 富士通ゼネラル（1993年）
- 市販有機ELテレビ - ソニーの「XEL-1」（2007年11月22日）
- 市販レーザーテレビ - 三菱電機（2008年）
- 市販3Dテレビ - サムスン電子（2010年）液晶で実現。世界2社目はパナソニックがプラズマで実現。
  - 市販裸眼式3Dテレビ - 東芝（2010年）

## 計算機・コンピュータ関連
- アバカス（そろばん、手動式計算機）- 紀元前2700年頃
- 機械式計算機 - 1642年、ブレーズ・パスカルが研究開始し3年後に完成（Pascaline パスカリーヌ）。

### 電気・電子式
- 電子式デジタルコンピュータ - ABC（1939年）、Colossus（1941年）、Z3（1941年）、ENIAC（1946年）、SSEM（1948年）、EDSAC（1949年）など。
  - コンピュータの定義により諸説ある。
- トランジスタ式コンピュータ - TRADIC（1954年）
  - 1953年にマンチェスター大学で既に製造されていたともされる。
- 商用汎用コンピュータ - Ferranti Mark 1（1951年）
- トランジスタを利用した商用コンピュータ - メトロヴィック 950（1956年）
- スーパーコンピュータ - CDC 6600（1964年）
  - 初めて1MFLOPSを達成したコンピュータでもある。
- 1GFLOPSを達成したコンピュータ - Cray-2（1985年）
- 1TFLOPSを達成したコンピュータ - ASCI Red（1996年）
- 1PFLOPSを達成したコンピュータ - MDGRAPE-3（2006年）
  - Linpackによる計測で初めて1PFLOPSを達成したコンピュータはRoadrunner（2008年）
- ベクトルコンピュータ - Cray-1（1976年）
  - 部分的にベクトルプロセッサを搭載したマシンはこれ以前にも存在した。1970年のCDC STAR-100など。
- パーソナルコンピュータ - Simon（1950年）[16]、Kenbak-1（1970年）[17][18]、Altair 8800（1974年）[19]など。
  - パーソナルコンピュータの定義により諸説ある。
- ノートパソコン - ダルモント マグナム（1981年）初の折りたたみ式ポータブル・コンピュータ。
- 市販タブレットコンピュータ - GRiDPad（1989年）
- 商用量子コンピュータ - D-Wave Systems社が発売[20]（2011年）最初の買い手はボーイング社。ただし、内部はブラックボックスであり、真の量子コンピュータなのかについては議論がある[21]。

演算装置・制御装置
- マイクロプロセッサ - Intel 4004, TI TMS0100シリーズ, Garrett CADC（1971年）

### 記憶装置・入出力装置
- キーボード - 不明
- ハードディスクドライブ - IBM社の「IBM 305 RAMAC」（1956年9月13日）
- フロッピーディスク - IBM製ディスケット（1970年）
- メモリーカード - 三菱樹脂とハドソンが共同開発した「BEE CARD」（1985年発表）
- パーソナルコンピュータ用CD-ROMドライブ - フィリップスの「CM100」（1985年発表）
- マウス - ダグラス・エンゲルバートが発明（1961年）
- タッチパネル - 不明

### ソフトウェア
- プログラミング - チャールズ・バベッジとエイダ・ラブレスによる解析機関のコーディング（1842年）
  - エイダ・ラブレスはしばしば世界初のプログラマとされることがある。
- プログラミング言語
  - プランカルキュール（1939年、ただし実装は1998年）
  - FORTRAN（1954年）
- オペレーティングシステム - 不明
- ウェブブラウザ - WorldWideWeb（1991年2月26日）
- コンピュータウイルス - 諸説あり。
- コンピュータによる歌唱 - ベル研究所のジョン・ケリーが音声合成でIBMの大型コンピュータIBM7094に「デイジー・ベル」を歌わせた。（1961年）
- スクロールバー - Alan Kay、Adele Goldberg、Dan IngallsによるXerox PARCにあったSmallTalkのスクロールバー（1973-1976年頃）
- 表計算ソフト - VisiCorpによる「Apple II」向けの「VisiCalc」
- 電子メール - レイ・トムリンソンによって開発された（1971年）
  - 迷惑メール -（1978年）＊悪意を持って送られたものではないという。

### コンピュータゲーム
- コンピュータゲーム（アナログ）-「陰極線管娯楽装置」（1947年）
  - または『バウンシング・ボール』（1950年代前半）Whirlwindというコンピュータで動いていたとされる。
- コンピュータゲーム（デジタル）-『OXO』（1952年）

ジャンル
- スポーツゲーム -『Tennis for Two』（1958年10月発売）
- シューティングゲーム - フリーゲームの『スペースウォー!』（1962年5月）
  - ファーストパーソン・シューティングゲーム -『Maze War』（1974年稼働）ネットワーク接続で複数プレイヤーで対戦・協力プレイが可能な初のゲームでもある。
- レーシングゲーム - 『Space Race』（1973年稼働）
- 迷路ゲーム -「Gotcha」（1973年稼働）
  - ドットイートゲーム（追跡型迷路ゲーム）-『ヘッドオン』（1979年稼働）
- アドベンチャーゲーム（テキスト）-『アドベンチャー』（1976年開発）
- アドベンチャーゲーム（グラフィック）-『ミステリーハウス』（1980年）
- コンピュータRPG -『ダンジョン』（1975年開発）
- 対戦アクションゲーム -『KOパンチ』（1981年稼動）
- ステルスゲーム - セガの『005』（1981年稼働）
- オンラインゲーム -『Air Warrior』（1986年）

表示形式
- スクロールゲーム - コナミの『スクランブル』（1981年稼働、横スクロール）
- 縦スクロールゲーム - ナムコの『ゼビウス』（1983年稼働）
- 奥スクロールゲーム - セガの『Moto-Cross』および『Road Race』（1976年）。レースゲーム。
- 歳差スクロール (en) ゲーム -『ムーン・パトロール』（1982年）

ゲーム機
- ゲーム専用コンピュータ -「Nimrod」（1951年）

アーケード用ゲーム機
- 業務用コンピュータゲーム（アーケードゲーム）-「コンピュータースペース」（1971年）シジギ社開発・ナッチング・アソシエーツ社販売
- 硬貨を入れて作動するコンピュータゲーム -「ギャラクシーゲーム」（1971年）
- 体感ゲーム（大型筐体ゲーム）- セガの「ハングオン」（1985年稼働）

コンシューマー用ゲーム機
- ゲーム機 - マグナボックスの「オデッセイ」 （1972年）
- 携帯型電子ゲーム機 - マテルの「Mattel Auto Race」（1975年発売）
- カセット交換式コンピュータゲーム機 - フェアチャイルドセミコンダクターの「フェアチャイルド・チャンネルF」（1976年）
- 16ビットCPU搭載ゲーム機 - マテルの「インテレビジョン」（1980年発売）
- ディスクドライブ搭載ゲーム機 - 任天堂が発売したファミリーコンピュータ ディスクシステム（1986年2月21日発売）
- 光学ドライブ搭載ゲーム機 - NECホームエレクトロニクスとハドソンが共同開発した「CD-ROM2」（1988年12月4日発売）[22]
- CD-ROMを媒体として用いたゲームソフト - ハドソンの『ファイティング・ストリート』と『No・Ri・Ko』（1988年12月4日発売）[23]
- 据え置き型ゲーム機との互換性がある携帯型ゲーム機 - NECホームエレクトロニクスの「PCエンジンGT」（1990年12月1日発売）
- 携帯電話ゲーム -『テトリス』搭載「Hagenuk MT-2000」（1994年）
- DVD-ROM搭載ゲーム機 - ソニー・コンピュータエンタテインメントが発売した「PlayStation 2」（2000年3月4日発売）
- Blu-ray Disc搭載ゲーム機 - ソニー・コンピュータエンタテインメントが発売した「PlayStation 3」（2006年11月11日発売）
- ゲーム専用タブレット -「Razer Edge」（2013年）

## 携帯電話・スマートフォン
- 携帯電話 - モトローラのマーティン・クーパーが開発（1973年）
- カメラ付き携帯電話 - J-フォン（現ソフトバンク）のJ-SH04（シャープ製・2000年）
  - 異説としてDDIポケット（現ウィルコム）VP-210とする説もあり。
- VGA液晶搭載携帯電話 -「vodafone 904SH」シャープ製（2006年3月発表）
- 光学ズーム搭載携帯電話 -「vodafone V602SH」シャープ製（2004年6月30日発表）
- PDA -「Psion Organiser」（1984年）
- スマートフォン（広義） -「IBM Simon」（1994年）
- 静電容量方式タッチスクリーン搭載携帯電話 - LGエレクトロニクス製「KE850」（2007年）

## その他機器
- レーザー - セオドア・メイマンがルビー結晶によるレーザー発振に成功。（1960年）
- 反レーザー - イェール大学のA・ダグラス・ストーン (A. Douglas Stone) が作成。（2011年）
- フルカラー3Dプリンタ - ProJet 4500（2014年）

## 経済

### 金融
- 中央銀行 - リクスバンク（1668年）
- 公認先物取引所 - 1730年(享保15年)、幕府公認の大坂堂島米会所
- テクニカル分析 - ローソク足（江戸時代、日本）
- ヘッジファンド - A・W・ジョーンズ（1949年）

### 郵政
- 切手 - ペニー・ブラック（1840年、イギリス）

また郵便制度を世界で初めて創設し、世界中に広めたため、万国郵便条約が定める「切手に発行国名を記す義務」を世界で唯一、特権的に免除されている。国名表記がない切手はイギリスのみ。

### 天気予報
- 日刊新聞での天気予報連載 - タイムズ（1861年8月1日より）
  - また、初めて天気図を使用した。
- 無線通信による海上気象予報 - イギリス気象庁（1911年）
- ラジオ放送による天気予報 - en:WEEI（1925年）
- テレビ放送による天気予報 - BBC（試験放送1936年、定期放送1949年）

## エンターテインメント

### マインドスポーツ
- マインドスポーツの総合的国際競技会 - 第1回マインドスポーツオリンピアード

1997年、イギリスのロイヤル・フェスティバル・ホールにて開催。
- ボードゲームの国際競技会 - 世界囲碁選手権富士通杯（1988年、日本）
- カードゲームの国際競技会 - ≪未編集≫
- 立方体パズルの国際競技会 - ルービックキューブの第1回国際競技会：≪未編集≫
- 三すくみゲームの国際競技会 - ≪未編集≫（最も早期に開催されたじゃんけんの国際競技会）
- トレーディングカードゲーム - マジック：ザ・ギャザリング

### 音楽・映像
メディアへの記録
- レコードへの録音 - トーマス・エジソン『メリーさんのひつじ』（1877年、アメリカ）
- レコードへの協奏曲録音 - ヴィルヘルム・バックハウスのピアノ、サー・ランドン・ロナルド指揮、新交響楽団（現ロイヤル・アルバート・ホール管弦楽団）による、グリーグ作曲のピアノ協奏曲（1909年）
- 交響曲全曲録音 - アルトゥール・ニキシュ指揮ベルリン・フィルハーモニー管弦楽団による「交響曲第5番」（1913年）
- 商用CDソフト - ビリー・ジョエル『ニューヨーク52番街』（1982年）[24]。
- 商用DVDソフト - 筒井康隆『Ya&Ya～世界初のDVD電脳マガジン』（1996年）。
- 着うた - 2002年、レコチョクがフィーチャーフォン向けに開始[25]。
- 着うたフル - 2004年、レコチョクがフィーチャーフォン向けに開始[25]。

売上げ
- ミリオンセラーのレコード - エンリコ・カルーソ『衣装を着けろ』（オペラ『道化師』より、複数の録音あり）
  - レコード盤単位では、アルマ・グルック『懐かしきヴァージニア』（ビクターの赤ラベル12インチレコードNo.74420）が世界初のミリオンセラー。

作曲・演奏
- 一般的に「初のロックンロールのナンバー」の定説とされる楽曲 - ジャッキー・ブレンストン『ロケット88』（1951年）[26]
  - 一般に知られるビル・ヘイリー『ロック・アラウンド・ザ・クロック』は、初めて全米チャートの1位を獲得したロックンロール（1955年）。
- 電子音楽 - カールハインツ・シュトックハウゼン『習作I』（1953年）

その他
- カラオケ機 - 井上大佑が開発した「エイトジューク」（1971年）

### 映画
- 映画 - ルイ・ル・プランスの『ラウンドヘイの庭の場面』他（1888年、イギリス・フランス）
- スクリーン映画 - 上に同じ
- ストーリー映画 - ジョルジュ・メリエス監督の『月世界旅行』（1902年、フランス）
- アニメーション映画 - エミール・コール監督の『ファンタスマゴリー』（1908年、フランス）
- トーキー - ウィリアム・K・L・ディクソン監督の『The Dickson Experimental Sound film』（1894年、アメリカ）
  - 長編映画（パート・トーキー）- アラン・クロスランド監督の『ジャズ・シンガー』（1927年、アメリカ）
  - 長編映画（オール・トーキー）- ブライアン・フォイ監督の『紐育の灯』（1928年、アメリカ）
- カラー映画（キネマカラー方式）- ジョージ・アルバート・スミスの『Tartans of Scottish Clans』（1906年、イギリス）
- カラー映画（三色法方式）- バート・ジレット監督の『花と木』（1932年、アメリカ）
  - 長編実写映画 - ルーベン・マムーリアン監督の『虚栄の市』（1935年、アメリカ）
- ステレオ音声方式による映画 - ベン・シャープスティーン監督の『ファンタジア』（1940年、アメリカ）
- ステレオ音響での収録映画 - スタンリー・キューブリック監督の『時計じかけのオレンジ』（1971年、イギリス・アメリカ、ただし劇場公開時はモノラル）
- アカデミー賞 - 第一回アカデミー賞最優秀賞作品 - 『つばさ』（1927年、アメリカ、ただし第一回アカデミー賞開催は1929年）
- 世界初のiPad完結3D映画制作確実 - Vidus studios（2025年、日本）

### テレビ
- テレビアニメ -『進め!ラビット』（1949年 - 1951年、1話5分）

### 文芸
- 推理小説 - エドガー・アラン・ポーの『モルグ街の殺人』。
  - 本作で登場する探偵、C・オーギュスト・デュパンは世界初の名探偵といわれ、また世界で初めて密室殺人を扱った作品であるともいわれる。

### アーケード筐体
- 超速変形ジャイロゼッター - 世界初のモードチェンジにより変形する筐体。

## 運動、スポーツ
武術・武道、フィジカルトレーニング等々を含む運動全般、および、フィジカルスポーツ（マインドスポーツ［頭脳スポーツ］と区別される肉体スポーツ）全般に関する世界初。
- 史料で確認できる、スポーツイベント

- 紀元前21世紀頃、古代エジプト中王国時代のベニ・ハッサンに所在する墳墓の壁画に描かれた、当時のスポーツ数種（レスリング、重量挙げ、跳躍運動、弓矢による狩猟、ボールを伴った儀礼など）
：弓矢による狩猟やボールを伴った儀式は現代の概念ではスポーツではないが、当時の認識を現代的常識で計ることは正しくない。これらをスポーツと呼べない可能性はあるが、そうであるなら、槍投げ競技もまた、古代のそれはスポーツと呼べない。
史料で確認できる、本格的なスポーツイベント - 紀元前776年のオリュンピア大祭（第1回古代オリンピック）
：古代ギリシアのオリュンピアにて紀元前9世紀から開催されていたと考えられるが、初期のオリュンピア大祭（古代オリンピック）は記録に残っておらず、紀元前776年のものを第1回と数えるのが通例となっている。なお、上述の通り、スポーツイベント自体は古代エジプトや古代ギリシアでさらなる以前から行われていた。
近代スポーツによる国際スポーツイベント - 1851年5月3日に開始されたアメリカスカップ
「en:America's Cup#1851 America wins the Cup」も参照。
- 近代スポーツ

- ルールブック「ブロートン・コード」(Broughton's Rule) に則って1743年にイングランドで行われたボクシング競技
：中世ヨーロッパの都市や農村では暴力的で混沌としたスポーツが様々に行われていたが、この時代になって初めて厳格なルールが整備された。ただし、厳格なルールの整備を一条件とする「近代スポーツ」の定義は、近代ヨーロッパを定義上の基準とした概念であって、厳格なルールを持ったスポーツがそれ以前に存在しなかったという意味ではない。上述の古代エジプトで行われていたスポーツにそれが無かったとする決め付けはできないし、古代オリンピックともなると間違いなくあった。また、ヨーロッパ以外の地域に、例えば日本の相撲（そのうち、17世紀に始まる江戸相撲と大坂相撲）のように、より早い時代に「近代スポーツ」の諸条件を整えていたものがあっても、近代ヨーロッパの合理主義から生まれたものではない以上、除外されていることを特筆しておく。
- ナイター

- 1879年のウィーンでのフィギュアスケートの夜間競技会。当時発明間もない白熱電球が照明として用いられている。
- 永久欠番 - ライオネル・リッチマン（en,  カナダ）：アイスホッケーの選手。1934年2月22日、背番号『4』がボストン・ブルーインズの永久欠番に指定された。
- 近代オリンピックの延期及び無観客開催

- 2020年東京オリンピック
新型コロナウイルス感染症拡大のため2021年に延期の上、無観客での開催となった。

### 陸上競技
- 100m走9秒台 - ジム・ハインズ（ アメリカ合衆国）：1968年に記録。なお、追い風参考記録はボブ・ヘイズ（1963年）。

### ウィンタースポーツ
- スキー

スキークラブ - トリンシルライフル・スキークラブ（ ノルウェー）：民間レベルの国家防衛力向上を目的として1861年に創立された。
バイアスロン - 軍事上の競技（軍事上のスポーツ的競技）としては、18世紀後半にスウェーデンとノルウェーの軍人が行ったのが始まりとされている。
：スキーで野を駆け回りながら銃で獲物を撃つ冬の狩猟が原型であり、これがのちに雪中戦や森林警備隊の技術として用いられるようになってバイアスロンが生まれた。純然たるスポーツとしては、トリンシルライフル・スキークラブが設立された1861年に成立した。スポーツ競技としては、1924年シャモニー冬季オリンピックにて行われたものが最古である。
ノルディックスキー
テレマークスキー - 19世紀後半にノルウェー南部のテレマルク地方を中心に発展した。
：現代スキーの原型ともいえるスタイル。
スキージャンプ - 1840年頃のノルウェーはテレマルク地方で発祥したとされる。
クロスカントリースキー
アルペンスキー - ヨーロッパアルプス地方で20世紀になって発展した。
フリースタイルスキー - 1930年代にノルウェーでアルペンスキーやクロスカントリースキーのトレーニングの間にアクロバットを行ったのが始まりとされる。
- スノーボード - 諸説あり

：1800年代にはすでに1枚の板で雪山を滑っていたともいわれているが、1963年にトム・シムス（ アメリカ合衆国）がスケートボードを加工して作ったスキーボード「シムス・スノーボード」や、1965年にシャーマン・ポッペン（ アメリカ合衆国）が作った雪上サーフィン用の玩具「スナーファー」などが起源とされている。
- フィギュアスケート
- スピードスケート
- ショートトラック
- アイスホッケー
- カーリング - 氷上で石を使うカーリングの元となった競技の記録は、1541年2月にスコットランド中南部のレンフルーシャイアで行われたものが最古。

：遊びとしては、15世紀にスコットランドで発祥したとされ、当時は底の平らな川石を氷の上に滑らせていたものとされている。現行ルールのカーリングは、19世紀初頭のカナダで確立された。
- リュージュ
- スケルトン - スポーツ競技としては、1885年にサンモリッツ・トボガンそりクラブが作られ、スイスはサンモリッツ周辺の凍結した道を降りる競走が行われていたのが始まり。

：もっとも、そり競技としては、スキーが普及する以前からヨーロッパや北アメリカの山間地で行われる人気の競技であった。
- ボブスレー - 1923年に国際ボブスレー・トボガニング連盟 (FIBT) が創設され、スポーツ競技として成立。

：遊びとしては、スイスのアルプス地方で生まれ、発展したといわれる。

## 冒険・探検

### 世界一周
- 地球一周 - フェルディナンド・マゼラン指揮下のスペイン艦隊（1519年9月20日 - 1522年9月6日、ポルトガル）
  - マゼラン本人はその航海の途中で死亡したが、艦隊の後継者のセバスティアン・デ・エルカーノやアントニオ・ピガフェッタら18人が初の世界周航、なお、確実ではないが伝記作家シュテファン・ツヴァイクはマゼランのマレー人奴隷エンリケを初の世界一周者としている。
- 生きて地球一周をした指揮官 - フランシス・ドレーク（1577年、イギリス）

### 山
- アンナプルナ登頂、8000メートル峰登頂および無酸素登頂 - モーリス・エルゾーグ、ルイ・ラシュナル -（1950年6月3日、フランス）
- エベレスト登頂 - ニュージーランドのエドモンド・ヒラリーとシェルパ族のテンジン・ノルゲイ（1953年5月29日）
- ナンガ・パルバット登頂および、8000メートル峰の単独無酸素登頂 - ヘルマン・ブール（1953年7月3日、オーストリア）
- アイガー北壁登頂 - ハインリヒ・ハラー（1938年7月24日、オーストリア）
- 女性のエベレスト登頂 - 田部井淳子（1975年5月16日、日本）
- デナリ（マッキンリー）冬期単独登頂 - 植村直己（1984年2月12日、日本）（下山中に消息不明になる。）
- 8000メートル峰14座全てに登頂 - ラインホルト・メスナー（1986年10月16日、イタリア）
- アドヴェンチャー・グランド・スラム（8000メートル峰14座登頂、七大陸最高峰登頂、南北両極点に自力で到達）- 朴英碩（2005年5月1日、韓国）

### 極地
極到達
- 北極点到達（犬ぞり）- ロバート・ピアリー（1909年4月6日、アメリカ）
- 南極点到達（犬ぞり）- ロアール・アムンセン（1911年12月14日、ノルウェー）
- 単独北極点到達（犬ぞり）- 植村直己（1978年4月29日、日本）
- 単独南極点到達（歩行）- アーリング・カッゲ（1993年1月7日、ノルウェー）
  - 1994年3月9日に世界で初めて三極点（南極点、北極点、エベレスト山頂）に到達した人物でもある。
- 単独北極点歩行到達 - ボルゲ・オースランド（1994年4月23日、ノルウェー）
- 両極点到達 - 不明
- 両極点歩行到達 - ロバート・スワン（1989年3月14日、イギリス）
- 両極点単独歩行到達 - マレク・カミンスキー（1995年11月5日、ポーランド）

横断（極を通過）
- 南極横断（トラクター）- ヴィヴィアン・フックス（1958年12月31日、イギリス）
- 北極横断（犬ぞり）- ウォリー・ハーバート（1969年4月6日、イギリス）
- 北極単独歩行横断 - 大場満郎（1997年、日本）
- 南極単独歩行横断 - 不明
- 両極単独歩行横断 - 大場満郎（1999年2月15日、日本）

### 航海
- 水上船による北東航路通過「ヴェガ (Vega) 号」（1878年-1879年）
- 水上船による北西航路通過「ヨーア (Gjoa) 号」（1903年-1906年）
- 水上船による北極海横断および北極点通過 -「アールクチカ (Арктика) 号」（1977年）

### 深海
- マリアナ海溝底到達 - ジャック・ピカールとドン・ウォルシによるトリエステ号（1960年1月23日、イタリア）

### 空
※宇宙に関するものは宇宙開発の節参照。
- 無着陸単独大西洋横断飛行 -チャールズ・リンドバーグによるスピリットオブセントルイス号（1927年5月20日 - 5月21日、アメリカ）
- 無着陸単独太平洋横断飛行 - クライド・パングボーンとヒュー・ハーンドンによるミス・ビードル号（1931年10月4日 - 10月5日、アメリカ）
- 無着陸無給油の世界一周飛行 - のジーナ・イェーガーとディック・ルータンによるヴォイジャー号（1986年12月14日 - 12月23日）

その他の方法や機体による世界一周飛行は「世界一周飛行」参照。
- 音速越え - チャック・イェーガーが実験用ジェット機で樹立（1947年10月14日）
  - 自由落下による音速越え - フェリックス・バウムガートナー（2012年10月14日）

## 宇宙開発

### ロケット・宇宙船
- 固体燃料ロケット（の原型）- 火箭（1000年頃、中国）
- 液体燃料ロケット - ロバート・ゴダードらが開発（1927年3月16日）
- 宇宙空間（高度80km）に到達したロケット - V2ロケット（1942年10月3日、ドイツ）
- 高層大気観測ロケット - WACコーポラル（1945年9月26日）
- 再使用型宇宙往還機 - スペースシャトルコロンビア（1981年4月12日宇宙空間を初飛行、アメリカ）
  - 試験機のエンタープライズは1977年2月18日初飛行。
- 民間開発の宇宙船 - スペースシップワン（2004年）
- アマチュアが開発した宇宙ロケット（高度100km越え）- GoFastロケット（2004年打ち上げ成功）

宇宙ステーション
- 宇宙ステーション - サリュート1号（1971年4月19日打ち上げ）
- 宇宙に行ったヒューマノイド - ロボノート2（2011年2月27日）

動物ミッション
- 宇宙に行った動物 - V2ロケットに乗ったミバエ（1947年2月20日打ち上げ）
  - 地球に生還した初の動物でもある
  - その後、サル、イヌ、ウサギ、カエル、モルモット、ネコ、カメ、カダヤシ目の魚、クモ、イモリ、寄生バチ、コクヌストモドキ、クマムシ、アメーバ、植物、菌類、ニワトリの受精卵、カイコ、マダガスカルゴキブリ、メキシコトビマメ、チョウ、アルテミア、サバクオオゴミムシダマシ、コオロギ、カタツムリ、コイ、メダカ、ウニ、クラゲ、チンパンジーなどが宇宙に行っている。
- 宇宙に行った哺乳類 -V2ロケットに乗ったアカゲザル（1949年6月14日打ち上げ）
  - 続いて、ハツカネズミやイヌがロケットに乗り宇宙へ行った。
- 地球軌道を周回した動物 - スプートニク2号に乗ったライカ犬（1957年11月3日打ち上げ、ソ連）
  - 地球軌道を周回して地球に生還した動物 - スプートニク5号に乗ったイヌのベルカとストレルカ（1960年8月19日打ち上げ）
- 深宇宙に行った動物 - ヨツユビリクガメ、チーズバエ、ミールワームなどが月軌道を周回（1968年9月14日打ち上げ）
- 宇宙空間に直接曝されて生き残った動物 - フォトンM3に乗ったクマムシ（2007年9月）
- 宇宙で卵を身ごもった動物 - フォトンM3に乗ったゴキブリ（2007年9月）
  - 地球に戻って無事産卵。
- 宇宙で生まれた（孵化した）動物 - 不明

有人ミッション
- 有人宇宙飛行 - ユーリイ・ガガーリン搭乗のボストーク1号（1961年4月12日打ち上げ、ソ連）
- 宇宙食 - ボストーク2号搭乗のチトフ飛行士が宇宙空間で初めて食べ物を口にした（1961年、ソ連）
- 宇宙遊泳 - ボスホート2号に搭乗したアレクセイ・レオーノフ（1965年3月18日、ソ連）
- 有人月周回 - アポロ8号（1968年12月21日、アメリカ）
- 人類月到達 - アポロ11号（1969年7月20日、アメリカ）
  - 降り立った人物はニール・アームストロング。
- 宇宙旅行 - デニス・チトー（2001年）

### 人工衛星
- 人工衛星 - スプートニク1号（1957年10月4日打ち上げ、ソ連）
- 原子力衛星の墜落事故 - コスモス954号（1978年1月24日）
- 全電気式衛星 - 702SP小型衛星（en, 2014年）
- 気象衛星 - タイロス1号（1960年4月1日打ち上げ）
  - en:Vanguard 2とすることも。（1959年2月17日打ち上げ）
- 受動型通信衛星 - エコー1号（1960年8月12日打ち上げ）
- 能動型通信衛星 - テルスター衛星（1962年7月10日打ち上げ）
- 動画撮影機能を有する商用観測衛星 - SkySat（2013年11月打ち上げ）
- 衛星軌道から地球の写真を撮影 - エクスプローラー6号（1959年8月14日撮影）
- 衛星軌道から月の写真を撮影 - ルナ3号（1959年10月6日撮影）＊世界で初めて月の裏側も撮影
- 世界初の量子通信衛星 - 墨子（2016年8月16日打ち上げ）[28][29]

### 宇宙探査機
- 宇宙探査機 - ルナ1号（1959年1月2日打ち上げ）
- 太陽圏外を航行する宇宙探査機 - ボイジャー1号（1977年9月5日打ち上げ、2012年8月25日頃太陽圏脱出）
- 光子セイル推進による惑星間航行機 - IKAROS（2010年5月21日打ち上げ）

ローバー
- 月探査ローバー - ルノホート1号（1970年）
- 火星探査ローバー - マーズ・パスファインダー（1997年）

衝突・着陸
- 月へ到達（衝突）- ルナ2号（1959年9月14日）
- 月へ軟着陸 - ルナ9号（1966年1月31日）
- 月から離陸（有人）- アポロ11号（1969年）
- 月から離陸（無人）- ルナ16号（1970年）
- 月の裏側へ軟着陸 - 嫦娥4号（2019年1月3日）
- 金星へ到達（衝突）- ベネラ3号（1966年3月1日）
- 金星へ軟着陸 - ベネラ7号（1970年8月1日）
- 火星へ到達（衝突）- マルス2号（1971年11月27日）
- 火星へ軟着陸 - マルス3号（1971年12月2日）
- 木星へ到達（衝突）- ガリレオ・プローブ（1995年12月7日）
- 小惑星へ到達（軟着陸）- NEARシューメーカー（2001年2月12日）
- 小惑星から離陸 - はやぶさ（2005年11月20日）
- 彗星へ到達（衝突）- ディープ・インパクト（2005年7月4日）
- 彗星へ軟着陸 - フィラエ（2014年11月14日）

軌道周回（地球軌道以外）
- 太陽軌道に乗った宇宙探査機 - パイオニア5号（1960年）
- 月軌道に乗った宇宙探査機 - ルナ10号（1966年4月3日）
- 火星軌道に乗った宇宙探査機 - マリナー9号（1971年11月14日）
  - 初めて地球外惑星の軌道に乗った宇宙探査機でもある。
- 金星軌道に乗った宇宙探査機 - ベネラ9号（1975年10月20日）
- 木星軌道に乗った宇宙探査機 - ガリレオ（1995年12月8日）
- 土星軌道に乗った宇宙探査機 - カッシーニ（2004年6月30日）
- 水星軌道に乗った宇宙探査機 - メッセンジャー（2011年3月18日）
- 小惑星軌道に乗った宇宙探査機 - NEARシューメーカー（2000年2月14日）
- 彗星軌道に乗った宇宙探査機 - ロゼッタ（2014年8月6日）
- 太陽と地球のハロー軌道に乗った宇宙探査機 - ISEE-3/ICE（1978年11月20日）
- 太陽と地球のリサージュ軌道に乗った宇宙探査機 - ACE（1997年8月25日打ち上げ）

サンプルリターン
- サンプルリターン - アポロ11号が有人で月の石を持ち帰る（1969年）
- 無人サンプルリターン - ルナ16号が無人で月の石を持ち帰る（1970年）
- 太陽風のサンプルリターン - ジェネシス（2004年）
- 宇宙塵のサンプルリターン - スターダスト（2006年）
- 小惑星からのサンプルリターン - はやぶさ（2010年）
  - 地球重力圏外にある天体の固体表面に着陸してのサンプルリターンとして世界初。

### 発射場・宇宙港
- 商用宇宙空港 - スペースポート・アメリカ
- 宇宙船用滑走路 - ビル・リチャードソン知事スペースウェイ

## 軍事

### 陸
- 本格的な化学兵器 - イーペル戦線で使用されたマスタードガス（1915年4月22日、ドイツ）
- 戦車 - マーク I 戦車（1915年、イギリス）
- 全周旋回砲塔戦車 - ルノー FT-17 軽戦車（1917年、フランス）
- 滑腔砲搭載の戦車 - T-62（1961年、ソビエト連邦）
- AT化された戦車 - M5軽戦車（1942年、アメリカ合衆国）

### 海
- 装甲艦 - 諸説あり。
  - 蒸気船登場以前の金属で外装した船の例については「産業化以前の装甲艦」を参照のこと。
  - 古代ギリシアの船（紀元前400年頃）や、ローマ皇帝カリグラが建造したネーミ船（英語版）（カリギュラ船とも称。100年頃）は、鉛で船体を覆っていたとされる。
  - 宋代中国の軍艦は側面に鉄板を張り付けていた。
  - 11世紀ノルウェーのロングシップ（ヴァイキング船）は鉄で装甲していた。
  - 1578年に日本で織田信長が建造された軍事専用の安宅船である鉄甲船（九鬼水軍所属）は鉄板で船体を装甲していた。竜骨のない和船を軍艦と呼びうるかについては議論の余地があるが、『多門院日記』に「鉄で装甲した船」という旨の記述が一行だけ記録されている。
- 本格的な装甲艦 - フランス海軍のデヴァステーション級装甲浮き砲台（英語版）（1855年、フランス）

世界初の装甲浮き砲台（世界初のデヴァステーション級装甲浮き砲台）として、4番艦「トナンテ (Tonnante)」、1番艦「デヴァステーション (Dévastation)」、3番艦「レーヴェ (Lave)」、2番艦「フォードロヤンテ (Foudroyante)」 がクリミア戦争中に建造され（※並びは完成順）、同戦争中のキンブルンの戦いで戦果を挙げたレーヴェがよく知られている。
- 航洋装甲艦 - ラ・グロワール（1859年、フランス）
- 蒸気推進軍艦 - デモロゴス（英語版）（1815年、アメリカ）：米英戦争時に登場した、蒸気推進式の浮き砲台。
  - 軍艦の定義にもよるが、ナポレオン（1850年、フランス）を初の蒸気推進軍艦とする考えもある。
- 装甲艦同士による海戦 - 南北戦争中に行われたハンプトン・ローズ海戦（1862年3月8日- 9日、アメリカ）

北軍のモニターと南軍のバージニアによる。双方相手を撃沈できず、引き分けに終わった。
- 潜水艦攻撃 - 南北戦争中の1864年2月17日、南軍の潜水艇H・L・ハンリーが北軍の汽帆走軍艦フーサトニック（英語版）を外装水雷で撃沈
  - 1776年、アメリカ独立戦争に使用されたタートル潜水艇とする説もある。
- 魚雷攻撃 - イギリス海軍の艦船シャーによるペルーの装甲艦ワスカルへの攻撃（1877年）：ただし、結果は失敗に終わる。
- 航空母艦 - フューリアス（1917年、イギリス）：改造空母（通常の艦船を改造して建造された空母）。
  - 全通甲板を有する航空母艦 - アーガス（1918年、イギリス）：改造空母。
- 正規空母（当初から航空母艦を運用目的として建造された艦船）
  - 竣工時基準 - 鳳翔（1919年12月16日起工、1922年12月27日竣工。日本）
  - 起工時基準 - ハーミーズ（1918年1月15日起工、1924年2月18日竣工。イギリス）。
- 艦上機による対艦攻撃 - 日中戦争中の日本海軍による寧海級巡洋艦などの撃沈（1937年）
- 機動部隊（空母機動部隊）- 第一航空艦隊（1941年4月、日本）
- 航空母艦同士の対決 - 珊瑚海海戦（1942年5月8日）
- 原子力潜水艦 - ノーチラス（1954年、アメリカ）
- 弾道ミサイル潜水艦 - ズールー型潜水艦（1956年、ソ連）
- 原子力船 - ロングビーチ（1959年、アメリカ）
- 原子力空母 - エンタープライズ（1960年、アメリカ）
- 艦砲射撃による地上軍支援 - 砂丘の戦い（1658年、イングランド）

### 空
- 空爆（航空機による空爆） - イタリア・トルコ戦争中の1911年10月23日にイタリア陸軍航空隊の飛行船が行ったオスマン・トルコ軍部隊への爆弾投下
- 飛行機による空爆 - ドイツ軍の軽飛行機タウベによるバルカン爆撃（1911年）
- 水上機母艦 - 機雷敷設艦ラ・フードルを改修したもの（1911年、フランス）
- 洋上の水上機母艦から発進した航空機の実戦活動

- 日本軍の水上機母艦「若宮丸」（のちの海防艦「若宮」）に搭載されたモーリス・ファルマン式複葉水上機が、青島の戦いでドイツ軍基地を攻撃（1914年9月5日、初出撃）
- 航空機による“特攻”（特別攻撃、体当たり攻撃）

- 第一次世界大戦中の1914年9月8日、ロシア軍用機に乗ったピョートル・ネステロフ大尉がオーストリア軍の偵察機に対して行った攻撃
この行動によって両機は破壊され、墜落し、両機乗員計3名は死亡した。なお、ここでいう「特別攻撃」の定義では、自死を覚悟の上か否かを問題としない。ネステロフは、当時はまだ非武装であった軍用機の主脚を使って体当たり攻撃を行ったが、自機の墜落という結果が本意であったかどうかは分からない（生還を考えない神風特攻隊とは異なる）。
- 航空戦による航空機の撃墜 - 上記の行動に関わった攻守2機の飛行機

攻撃側はロシア軍所属の飛行機モラーヌ・ソルニエG（非武装型）、攻撃された側はオーストリア軍所属の偵察機アルバトロスB.II。攻撃側も墜落しているので、航空戦に勝利したわけではない。
- 航空戦を目的として建造された戦闘機 - ヴィッカース F.B.5（1914年、イギリス）
- 本格的な空襲 - ドイツ軍の飛行船ツェッペリンによるロンドン空襲（1915年1月13日）
- 戦闘機同士の航空戦による勝利

- ドイツ軍のフォッカー アインデッカーM.5K/MG試作機が、フランス軍のモラーヌ・ソルニエL複座パラソル翼機を撃墜（1915年7月1日）
ドイツ軍の撃墜王クルト・ヴィントゲンス少尉が指揮する5機のフォッカー アインデッカーM.5K/MG試作機のうちの1機が撃墜した。
- エアボーン攻撃 - ドイツ軍の鉄道破壊任務におけるパラシュート降下（1916年）
- 本格的な空挺部隊 - 1927年冬季の演習にて成功を収め、現在のロシア空挺軍の前身が編成された（1931年、ソ連）
- 武装回転翼機（ヘリコプター）- フォッケアハゲリスFa223（1941年、ドイツ）
- 前翼型戦闘機 - XP-55（1943年、アメリカ）
- ロケット推進の戦闘機 - メッサーシュミットMe163（1944年運用開始。ドイツ）
- 実戦配備されたジェット推進の戦闘機 - メッサーシュミットMe262（1944年6月運用開始。ドイツ）
- ステルス性を考慮して設計された航空機 - ホルテンHo229（1944年、ドイツ）
- 原子力飛行機 - NB-36H（1955年、アメリカ）

### 宇宙
- 軍事衛星 - ≪未編集≫
- 軍事偵察衛星 - 光学偵察衛星コロナKH-1（1959年6月打ち上げ。アメリカ）

人工衛星コロナの1号機。en:Corona (satellite)#Corona launchesを参照。
早期警戒衛星 - MiDAS2（1960年5月24日打ち上げ。アメリカ）
宇宙空間赤外線ミサイル警報システム（別名：MiDAS衛星）の2号機。
DSP衛星#性能向上の歴史、en:Missile Defense Alarm System#MiDAS launchesも参照。
- 衛星攻撃兵器 - ≪未編集≫

### その他
- 自動拳銃 - ボーチャードピストル（1893年、ドイツ）。これ以前は回転式拳銃しか存在しない。
- ボルトアクション方式の銃 - ドライゼ銃（1841年、プロイセン）
- ブルパップ方式の銃 - ソニークロフト・カービン（1901年、イギリス）
- 半自動小銃 - マドセンM1888（1888年、デンマーク）
- 自動小銃 - フェドロフM1916（1913年、ロシア）
- アサルトライフル - StG44（1944年、ドイツ）。ただし実験運用時はMKb42（1942年、42年式機関騎兵銃）、MP43（1943年、43年式短機関銃）、MP44（1944年、44年式短機関銃）という名称だった。
- 短機関銃 - MP18（1918年、ドイツ）
- 対戦車ライフル - マウザー M1918（1918年、ドイツ）
- 巡航ミサイル - ケタリング・バグ（1918年、 アメリカ合衆国）
- 弾道ミサイル - V2（1943年、ドイツ）
- 長距離大陸間攻撃兵器 - 風船爆弾（1944年、 日本）
- 大陸間弾道ミサイル - R-1（1956年、ソ連）
- 航空特攻兵器 - 桜花（1944年、 日本）
- 人間魚雷（1918年、イタリア）
- 海上特攻兵器 - 回天（1944年、 日本）
- 核実験 - トリニティ実験（1945年、 アメリカ合衆国）
- 強化原爆（ブースト型核分裂兵器）実験 - グリーンハウス作戦アイテム実験（英語版）（1951年、 アメリカ合衆国）
- 水爆（核融合兵器）実験 - グリーンハウス作戦ジョージ実験（1951年、 アメリカ合衆国）本格的な水爆実験は1952年のアイビー作戦マイク実験。
- 核攻撃（原爆による被爆） - アメリカ陸軍航空隊による、日本の広島市への原子爆弾投下（1945年8月6日）
- 水爆による被爆 - アメリカ軍がビキニ環礁で行ったキャッスル作戦ブラボー実験による、日本の第五福竜丸ら民間人の漁船数百隻への被爆（1954年3月1日）

## その他
缶詰関連
- ブリキの工場制手工業（マニュファクチュア）生産 - 少なくとも1620年代にはイングランドのサウサンプトンで始められていた。

ブリキ自体は古代から工業的に製造されていた。工場制手工業生産が始まる以前はボヘミア地方が長らくヨーロッパにおける独占的生産地であった。同じ1620年代、ボヘミアからザクセン王国へ産地は広がったが、家内制手工業生産であった。
- 長期保存可能な瓶詰 - 1804年、フランスの食品加工業者・ニコラ・アペールが発明。

遠征における食料補給問題に悩まされていたナポレオン・ボナパルトによる画期的な保存食技術を募る懸賞に応える形で開発された。
- 缶詰 - 1810年、イングランドの貿易商人・ピーター・デュランド（英語版）が金属製容器に食品を入れる缶詰を発明。

ブリキ製の缶詰 - 1860年代に発明された。
- 缶切り - 1858年、アメリカの発明家・エズラ・J・ワーナー（英語版）が、缶詰に突き立てて引き廻し開ける缶切りを発明。

Wikipedia関連
- 世界初のWikipediaの記事 - ウィキペディア上に現在も保存されている世界最古の記事は、2001年1月16日火曜日21時08分（UTC）に作成された「UuU」（英語版、最古当時の記事内容）である[32][33]。